# بوتبوس
بوتبوس (بالألمانية: Putbus) هي بلدة ألمانية، منتجع، مدينة منتجع [الإنجليزية] و مدينة تقع في ألمانيا في Landkreis Vorpommern-Rügen. يقدر عدد سكانها بـ 4,768 نسمة .

## المدن التوأمة
مدن Rewal و ايوتين هي مدن توأمة لـبوتبوس.